# جزایر نیکوبار

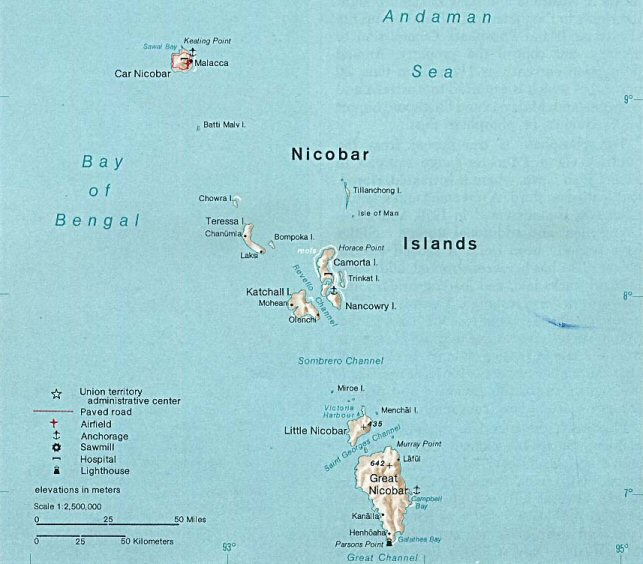

جزایر نیکوبار زنجیره‌ای جزایر هستند که در شرق اقیانوس هند قرار دارند. این جزایر قسمتی از هند محسوب می‌شوند.
مجموعه جزایر نیکوبار مشتمل بر ۲۲ جزیره با اندازه‌های مختلف است.